# Loibltal

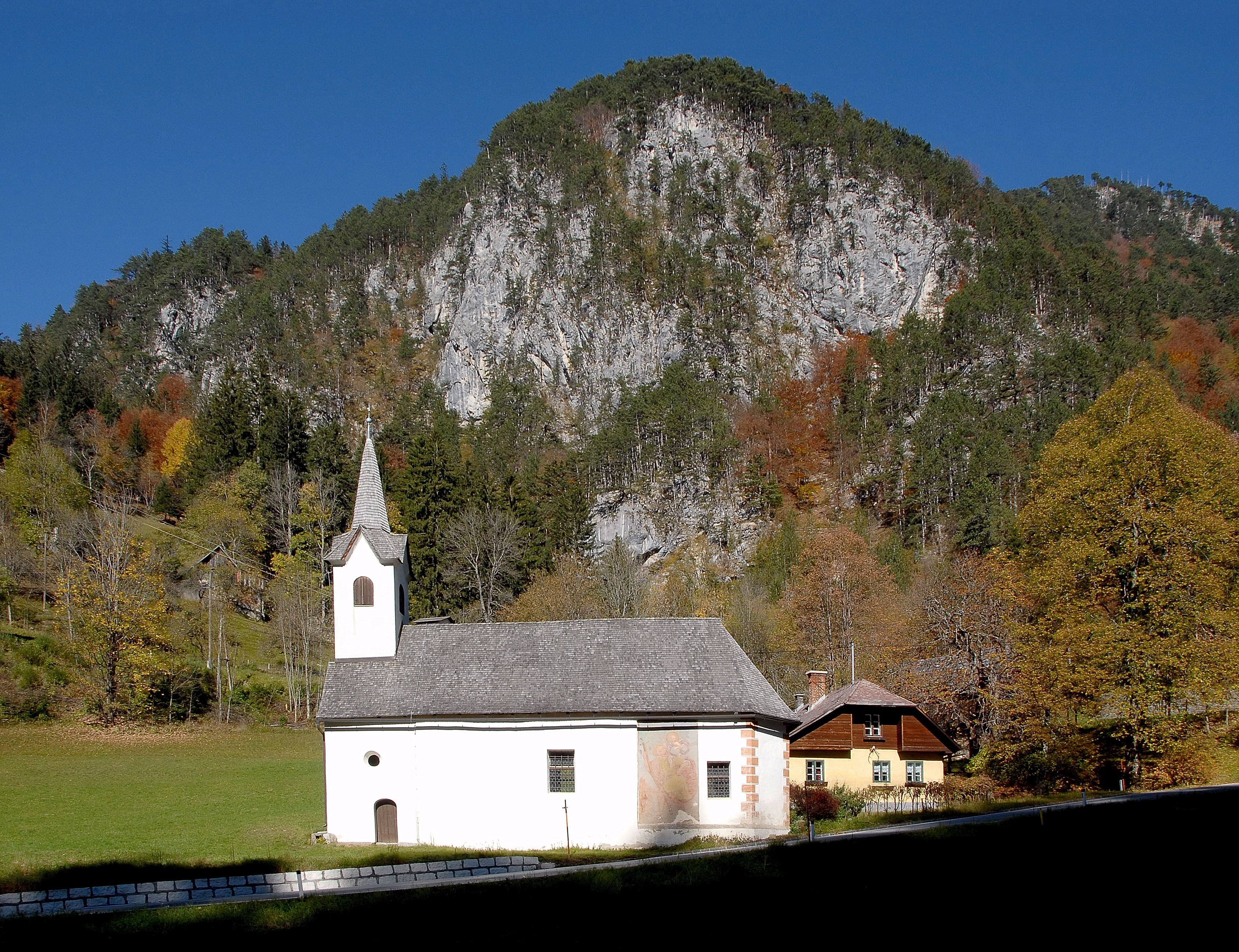
St. Magdalena am Kleinen Loibl

Das Loibltal ist das Tal des Loiblbaches. Bedeutend ist es als nordseitiger Zugang zum Loiblpass.
Das Loibltal ist ein rechtes Seitental des Rosentales. Es verläuft in den Karawanken vom Loiblpass nordwärts bis Ferlach. Sein wichtigstes Seitental ist das Bodental, das vor der Talenge des Kleinen Loibls von links einmündet. Erschlossen ist es durch die B 91 (Loiblpass Straße), die Teil der E 652 ist. Mit dem Eselsattel⊙ gibt es einen Übergang zum Zeller Hochtal, der jedoch nicht öffentlich befahrbar ist.
Der Ferlacher Ortsteil Loibltal (slowenisch Brodi) umfasst den inneren Teil des Tales. Hier liegt unterhalb des Loiblpasses der Loibltunnel und die Gedenkstätte für das KZ Loibl, das für den Bau des Tunnels errichtet worden war. Eine Kirche aus dem Frühmittelalter ließ man ab dem 18. Jahrhundert verfallen. Stattdessen wurde etwas weiter außerhalb im 19. Jahrhundert die heutige Pfarrkirche Loibltal errichtet.
Der äußere Teil des Tales, unterhalb des Kleinen Loibls, gehört zum Ferlacher Ortsteil Unterloibl (slowenisch Podljubelj). Hier bildet der Loiblbach das Engtal der Tscheppaschlucht.
Vom Tschaukofall und vom Gh. Deutscher Peter bis zum Aufstieg zum Ferlacher Horn bzw. Eselsattel führen der Südalpenweg, der Kärntner Grenzweg, der Panoramaweg Südalpen und der Julius Kugy Alpine Trail, Etappe 2 (ÖAV/Landesverband Kärnten).

## Bilder

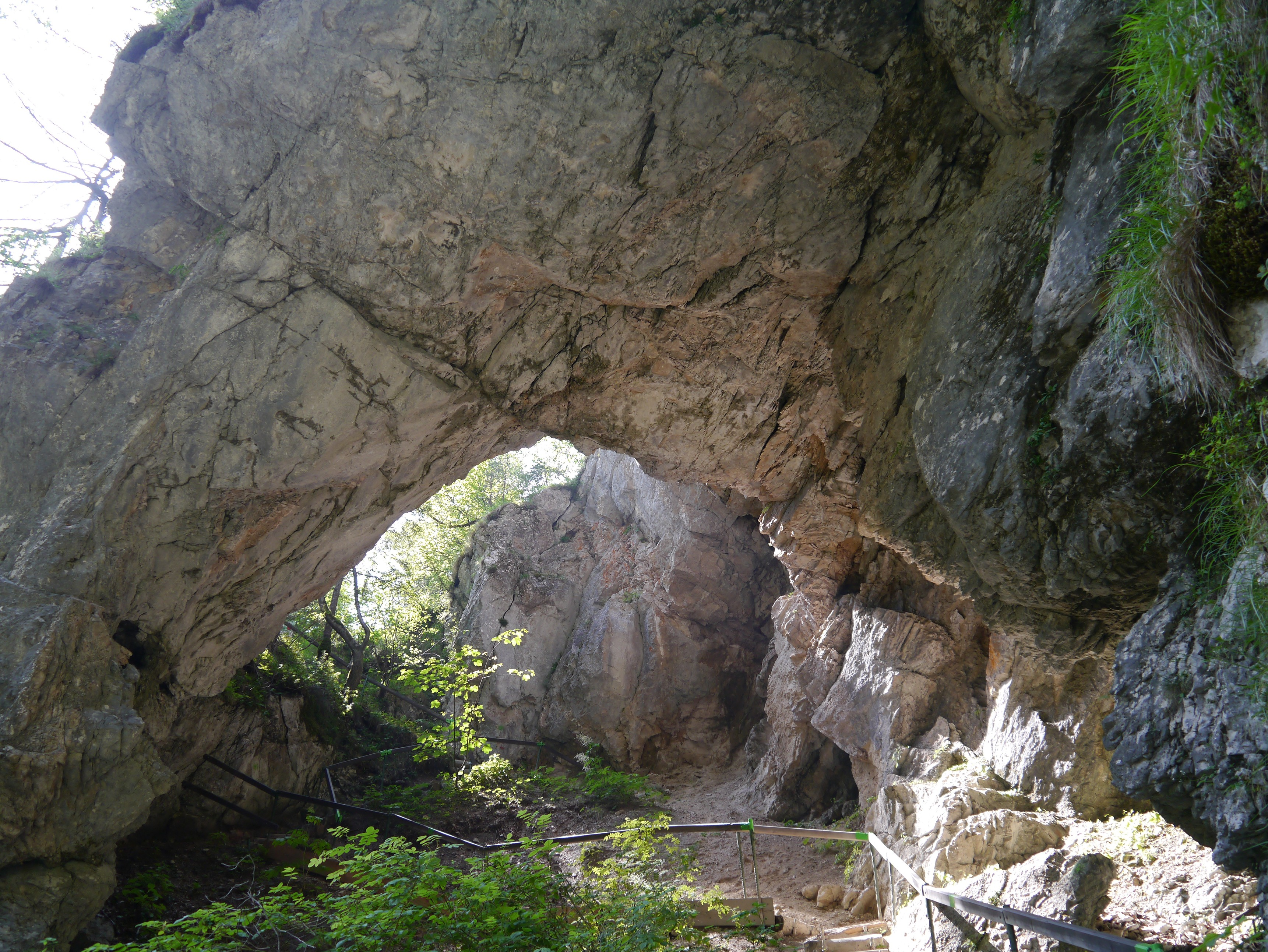
Fenster in der Tscheppaschlucht
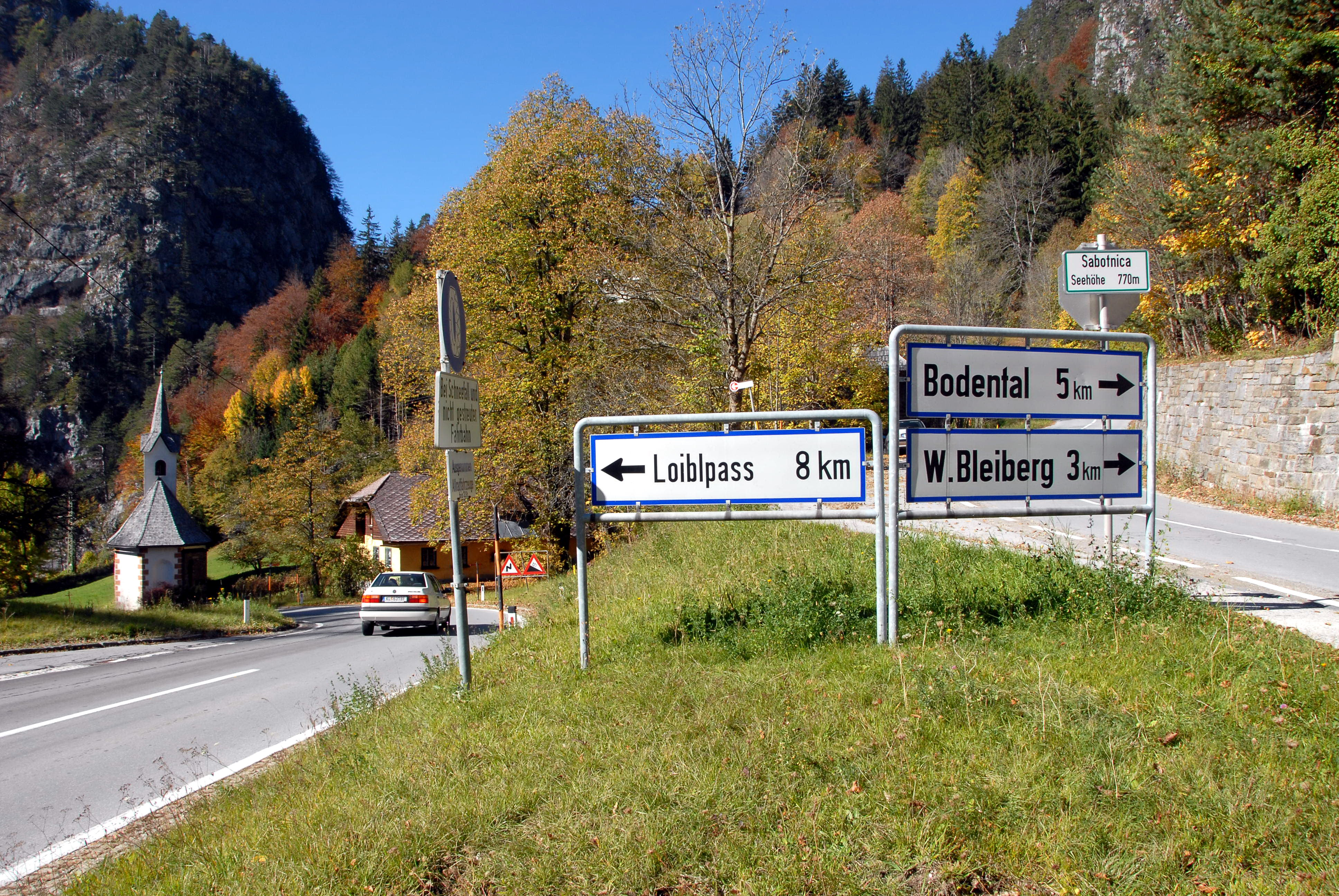
Am Kleinen Loibl
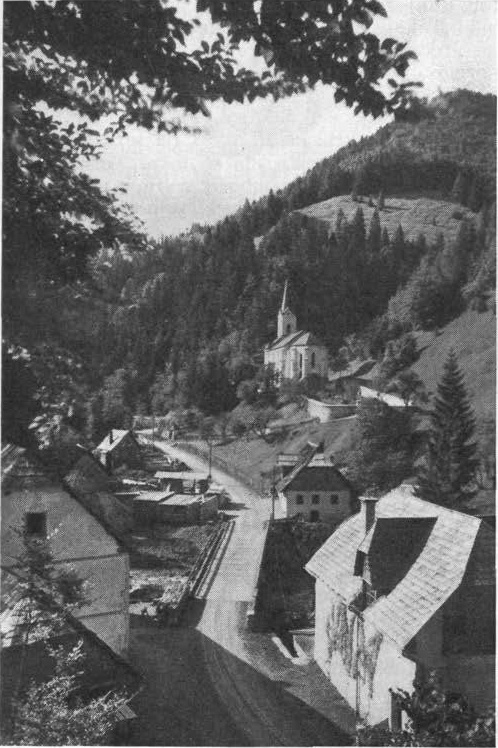
Bei Neu St. Leonhard 1939
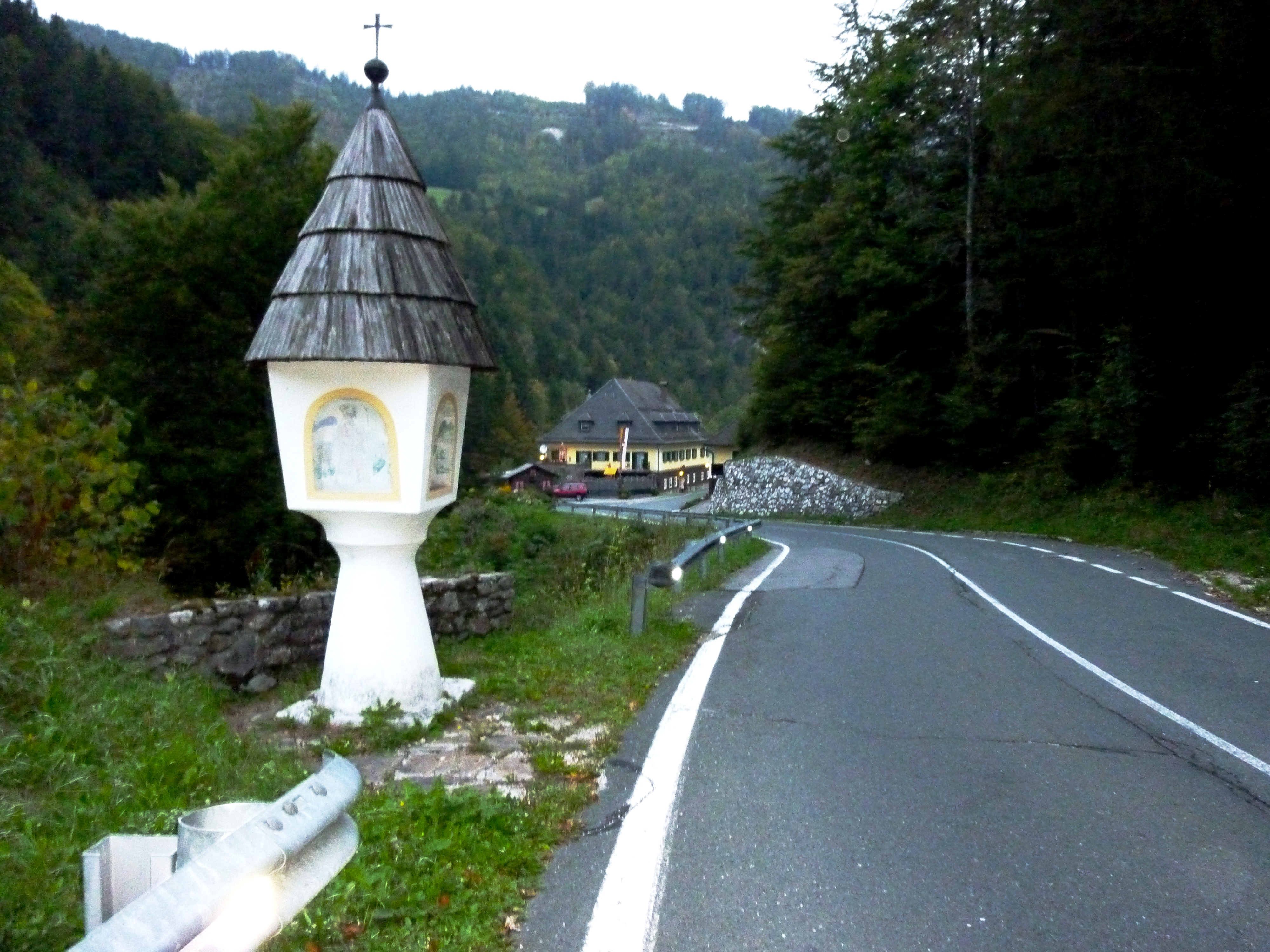
Bildstock beim Deutschen Peter
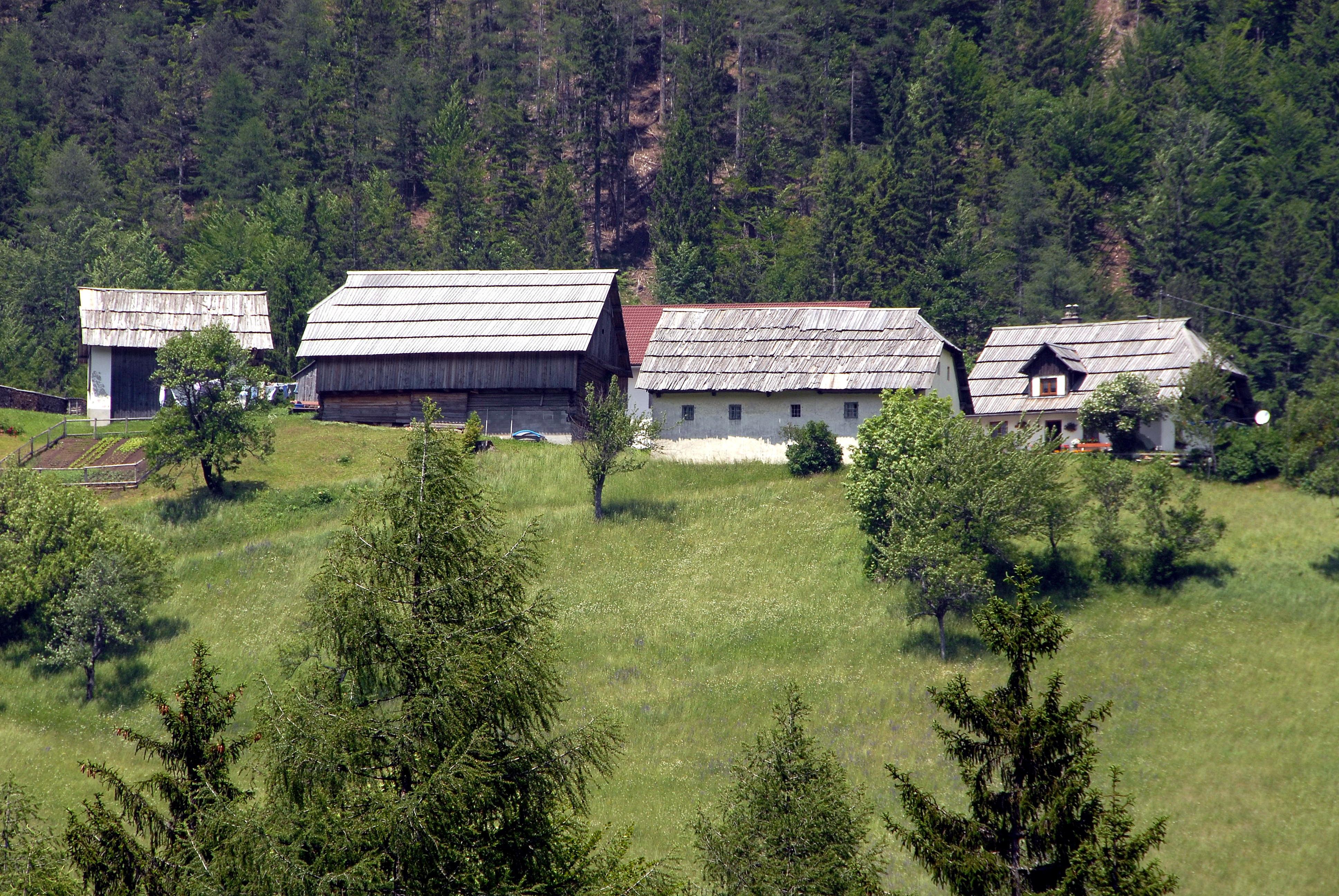
Gehöft

## Belege
1. ↑  Loibl: Kulturdenkmal mit dunkler Geschichte - kaernten.ORF.at. In: kaernten.orf.at. Abgerufen am 13. Juli 2020.
2. ↑  Hl. Messe Alt St. Leonhard – Sveta maša pod Ljubelom. In: kath-kirche-kaernten.at. Abgerufen am 13. Juli 2020.
3. ↑  Julius Kugy-Dreiländerweg
4. ↑  Julius Kugy-Dreiländerweg Etappe 2 auf outdooractive.com

Koordinaten: 46° 29′ 17,5″ N, 14° 16′ 5,9″ O